# 찰리의 천국여행
《찰리의 천국여행》(All Dogs Go To Heaven)은 아일랜드, 영국, 미국에서 제작된 돈 블루스 감독의 1989년 애니메이션 영화이다. 버트 레이놀즈 등이 주연으로 출연하였고 돈 블루스 등이 제작에 참여하였다.

## 출연

### 주연
- 버트 레이놀즈
- 로니 앤더슨
- 돔 드루이즈
- 주디스 바시
- 빅 타이백
- 멜바 무어
- 찰스 넬슨 레일리
- 켄 페이지

## 기타
- 조감독: 게리 골드먼
- 미술: 돈 블루스
- 애니메이션감독: 존 포메로이
- 애니메이션감독: 켄 던컨
- 애니메이션감독: 린다 밀러
- 애니메이션감독: 랠프 존다그